# Securigera parviflora
Securigera parviflora är en ärtväxtart som först beskrevs av Nicaise Auguste Desvaux, och fick sitt nu gällande namn av Per Lassen. Securigera parviflora ingår i släktet rosenkroniller, och familjen ärtväxter. Inga underarter finns listade i Catalogue of Life.